# Geroskipou
Geroskipou (em grego:  Γεροσκήπου) é uma cidade localizada no distrito de Pafos, Chipre. De acordo com o censo de 2011, sua população era de 8 313 habitantes.